# Oxted
Oxted är en stad och civil parish i grevskapet Surrey i sydöstra England. Staden är huvudort i distriktet Tandridge och ligger cirka 29 kilometer söder om centrala London. Tätorten (built-up area) hade 11 489 invånare vid folkräkningen år 2021.